# Günther Polensen
Günther Polensen (* 20. Mai 1910 in Tiegenhof; † 26. Februar 1989 in Potsdam) war ein deutscher Schauspieler, Synchron- und Hörspielsprecher.

## Leben
Über das Leben von Günther Polensen war wenig in Erfahrung zu bringen. In der Zeit des Nationalsozialismus wirkte er ab 1936 in mehreren Spielfilmen mit. Nach dem Zweiten Weltkrieg sind Rollen an kleineren Theatern oder Wanderbühnen sowie als Conférencier bei bunten Veranstaltungen in den damaligen Tageszeitungen nachgewiesen. Sehr häufig war er ab 1950 in Filmen der DEFA und in Produktionen des Fernsehens zu sehen. Auch die Synchronisation von ausländischen Filmen für die DEFA gehörte mit zu seinen Aufgaben. Da hier aber nur die Filmtitel bekannt sind, ohne Angabe der Rollen und der Schauspieler und auch keine Artikel existieren, wurde hier auf eine Auflistung verzichtet. Eine weiter Aufgabe, die ihn sehr beschäftigte, war die eines Hörspielsprechers für den Rundfunk und das DDR-Schallplattenlabel Litera.
Eine Besonderheit gibt es bei seinem Namen: Als Filmschauspieler nannte er sich immer Günther Polensen und als Hörspielsprecher war er Günter Polensen.

## Filmografie
- 1940: Ein Robinson
- 1941: Über alles in der Welt
- 1950: Familie Benthin
- 1951: Die letzte Heuer
- 1951: Der Untertan
- 1954: Ernst Thälmann – Sohn seiner Klasse
- 1955: Der Ochse von Kulm
- 1955: Robert Mayer – Der Arzt aus Heilbronn
- 1956: Thomas Müntzer – Ein Film deutscher Geschichte
- 1957: Das singende, klingende Bäumchen
- 1959: Blaulicht (Fernsehserie, 1 Episode)
- 1959: Musterknaben
- 1960: Flucht aus der Hölle (Fernsehvierteiler, 1 Episode)
- 1961: Blaulicht (Fernsehserie, 2 Episoden)
- 1963: Die Glatzkopfbande
- 1963: Bonner Pitaval: Die Affäre Heyde-Sawade
- 1963: Blaulicht (Fernsehserie; 1 Episoden)
- 1964: Das Lied vom Trompeter
- 1964: Blaulicht (Fernsehserie, 1 Episode)
- 1965/1990: Das Kaninchen bin ich
- 1966: Irrlicht und Feuer (Fernsehfilm, Zweiteiler)
- 1967: Die gefrorenen Blitze (Kinozweiteiler)
- 1967: Harras, der Polizeihund (Fernsehmehrteiler, 1 Episode)
- 1968: Wege übers Land (Fernsehfünfteiler)
- 1969: Krupp und Krause (Fernsehfünfteiler, 1 Episode)
- 1969: Befreiung (Fernsehfünfteiler)
- 1970: Jeder stirbt für sich allein (Fernsehdreiteiler)
- 1970: Mein lieber Robinson
- 1971: Rottenknechte (Fernsehfünfteiler)
- 1971: KLK an PTX – Die Rote Kapelle
- 1973: Die Hosen des Ritters von Bredow
- 1973: Eva und Adam (Fernsehvierteiler, 1 Episode)
- 1974: Der Tag, der nicht stirbt (Deň, ktorý neumrie)
- 1974: Die Frauen der Wardins (Fernseh-Dreiteiler)
- 1975: Till Eulenspiegel
- 1975: Kriminalfälle ohne Beispiel: Mord im Märkischen Viertel (Fernsehreihe)
- 1976: Philipp, der Kleine
- 1978: Spuk unterm Riesenrad (Fernsehserie, 1 Episode)
- 1981: Als Unku Edes Freundin war
- 1982: Spuk im Hochhaus (Fernsehserie, 1 Episode)
- 1984: Ach du meine Liebe (Fernsehfilm)
- 1987: Kindheit

## Theater
- 1946: William Shakespeare: Ein Sommernachtstraum (Oberon) – Regie: Hanns Schulz-Dornburg (Freilichtbühne am Waldsee)
- 1957: Frances Goodrich/Albert Hackett: Das Tagebuch der Anne Frank (Kraler) – Regie: John Hanau (Gastspielbühne Berlin)

## Hörspiele
- 1955: Karl Bunje: Das Hörrohr (Knecht) – Regie: Karl Brenk (Hörspiel – Rundfunk der DDR)
- 1955: Molière: Tartuffe (Polizeioffizier) – Regie: Werner Wieland (Hörspiel – Rundfunk der DDR)
- 1956: Wolfgang Weyrauch: Die japanischen Fischer (Fischer) – Regie: Hans Goguel (Hörspiel – Rundfunk der DDR)
- 1957: Gerhard Stübe/Hans Busse: Der Schellenmann (Wachtmeister) – Regie: Joachim Witte (Hörspiel – Rundfunk der DDR)
- 1957: Horst Girra: Die gläserne Spinne – Regie: Werner Wieland (Kriminalhörspiel – Rundfunk der DDR)
- 1959: Rolf H. Czayka: Die schwarze Schnur – Regie: Werner Grunow (Hörspiel – Rundfunk der DDR)
- 1961: Manfred Bieler: Die kleine Freiheit – Regie: Edgar Kaufmann (Hörspiel – Rundfunk der DDR)
- 1962: Rolf Schneider: Jupiter-Sinfonie – Regie: Fritz-Ernst Fechner (Hörspiel – Rundfunk der DDR)
- 1962: Brüder Grimm: Die Bremer Stadtmusikanten (1. Räuber) – Regie: Theodor Popp (Kinderhörspiel – Litera)
- 1962: Sergio Günther: Die Rumkiste (Volkspolizist) – Regie: Harry Schrank (Kriminalhörspiel – Litera)
- 1963: Rolf Schneider: Die Unbewältigten – Regie: Edgar Kaufmann (Hörspiel – Rundfunk der DDR)
- 1964: Willi Meinck: Abenteuer um Marco – Regie: Manfred Täubert (Kinderhörspiel, 2 Teile – Rundfunk der DDR)
- 1964: Stefan Heym/Hanuš Burger nach Mark Twain: Tom Sawyers großes Abenteuer (Bill Westinghouse) – Regie: Heiner Möbius (Kinderhörspiel – Litera)
- 1967: Michel Cournot: Die Kinder des Gerichts (Wachtmeister) – Regie: Fritz Göhler (Hörspiel – Rundfunk der DDR)
- 1967: Rainer Nordmann: Moni und der Regenschirm (Erzähler) – Regie: Christa Kowalski (Kinderhörspiel/Kurzhörspiel – Rundfunk der DDR)
- 1968: Wiktor Nekrassow: In den Schützengräben von Stalingrad – Regie: Joachim Staritz (Hörspiel – Rundfunk der DDR)
- 1968: Wsewolod Iwanow: Panzerzug 14-69 – Regie: Werner Grunow (Hörspiel – Rundfunk der DDR)
- 1969: Ernst A. Ekker: Nicht jeder Montag ist grau (Busfahrer) – Regie: Wolfgang Brunecker (Hörspiel – Rundfunk der DDR)
- 1969: Karl-Heinrich Bonn/Maria Bonn: Die Reise nach K. – Regie: Wolfgang Brunecker (Hörspiel – Rundfunk der DDR)
- 1970: Werner Gawande: Ingo will es wissen – Regie: Detlef Kurzweg (Kinderhörspiel – Rundfunk der DDR)
- 1970: Joachim Witte: Ich gelobe (Wendler) – Regie: Uwe Haacke (Kinderhörspiel – Rundfunk der DDR)
- 1971: Stanislawa Fleszarowa-Muskat: Ferien (Männerstimme) – Regie: Werner Grunow (Kinderhörspiel – Rundfunk der DDR)
- 1971: Ulrich Waldner: Alte Liebe rostet nicht (Sänger) – Regie: Joachim Gürtner (Hörspiel aus der Reihe Neumann, zweimal klingeln – Rundfunk der DDR)
- 1972: Gerhard Jäckel: Das Wartehäuschen (Kulikowsky) – Regie: Joachim Gürtner (Hörspiel aus der Reihe Neumann, zweimal klingeln – Rundfunk der DDR)
- 1972: Sibyll Mehnert: Ein Sonntag im Juni (2. Mann) – Regie: Joachim Gürtner (Hörspiel aus der Reihe Neumann, zweimal klingeln – Rundfunk der DDR)
- 1973: Hartmut Brücher: Dieser Steinkopf (Karl Steinkopf) – Regie: Leonore Mütterlein (Kinderhörspiel/Kurzhörspiel – Rundfunk der DDR)
- 1973: Georges Courteline: Der Stammgast (Richter) – Regie: Hans Knötzsch (Hörspiel – Rundfunk der DDR)
- 1974: Augusto Boal: Torquemada – Regie: Peter Groeger (Hörspiel – Rundfunk der DDR)
- 1974: Gerhard Jäckel: Der Zikus ist da (Gast) – Regie: Joachim Gürtner (Hörspiel aus der Reihe Neumann, zweimal klingeln – Rundfunk der DDR)
- 1975: Brigitte Gotthardt: Lass das mal den Cuno machen (Kollege) – Regie: Joachim Gürtner (Hörspiel aus der Reihe Neumann, zweimal klingeln – Rundfunk der DDR)
- 1975: Vytautas Petkevičius: Baumlang, Spannenhochs Sohn (Kolchos-Vorsitzender) – Regie: Peter Groeger (Kinderhörspiel – Rundfunk der DDR)
- 1976: Gert Prokop: Der Drache mit den veilchenblauen Augen – Regie: Renate Thormelen (Kinderhörspiel – Rundfunk der DDR)
- 1976: Adolf Glaßbrenner: Antigone in Berlin (Chor) – Regie: Werner Grunow (Hörspiel – Rundfunk der DDR)
- 1977: Volksdichtung: Die drei Klugen – Regie: Rüdiger Zeige (Kinderhörspiel – Rundfunk der DDR)
- 1978: Joachim Witte: Fahrt in‘s Blaue (Klabusch) – Regie: Joachim Gürtner (Hörspiel aus der Reihe Neumann, zweimal klingeln – Rundfunk der DDR)
- 1979: Walter Püschel: Der Krieg der Dakotas (Stationsvorsteher) – Regie: Uwe Haacke (Kinderhörspiel, 1. Teil – Rundfunk der DDR)
- 1979: Volkstext: Kalaf und Turandot – Regie: Christa Kowalski (Kinderhörspiel – Rundfunk der DDR)
- 1980: Brüder Grimm: Das singende springende Löweneckerchen – Regie: Uwe Haacke (Kinderhörspiel – Rundfunk der DDR)
- 1980: Sibylle Durian: Die Nachtigall im Herbst – Regie: Uwe Haacke (Kinderhörspiel – Rundfunk der DDR)
- 1981: Brigitte Gotthardt: … wie zwei alte Latschen (Wirt) – Regie: Joachim Gürtner (Hörspiel aus der Reihe Neumann, zweimal klingeln – Rundfunk der DDR)
- 1981: Dieter Müller: … und sonntags nach Grünau – Regie: Detlef Kurzweg (Kinderhörspiel/Kurzhörspiel – Rundfunk der DDR)